# John Sheperd-Barron
John Sheperd-Barron (Shillong, 15 de junho de 1925 – Inverness, 15 de maio de 2005) foi um trabalhador britânico da Sociedade De La Rue inventor do Bancomat, em 1967.

## Biografia
Nascido em Shillong, na Índia, de pais escoceses, em 15 de junho de 1925 estudou na Universidade de Cambridge e de Edimburgo. Nos anos 1960 começa trabalhar na firma De La Rue, e em 1967 começa desenvolver a ideia de um aparelho que distribui dinheiro automaticamente 24 horas por dia.
É por essa razão que em 2005 recebe a medalha de Cavaleiro da Ordem do Império Britânico. Sheperd-Barron faleceu Inverness, Escócia em 15 de maio de 2005. Seu filho Nicholas é professor de geometria algébrica na Universidade de Cambridge.